# Ladislaus Boros
Ladislaus Boros (* 2. Oktober 1927 in Budapest; † 8. November 1981 in Cham; eigentlich: László Boros) war ein katholischer Theologe und bis 1973 Jesuit.

## Leben
Nach seiner Flucht aus dem kommunistischen Ungarn 1949 studierte Boros Philosophie und Theologie an verschiedenen europäischen Jesuitenhochschulen. 1954 promovierte er in München in Philosophie mit einer Arbeit über das Problem der Zeitlichkeit bei Augustinus. Er wurde 1957 in Enghien (Belgien) zum Priester geweiht und war von 1958 bis 1973 Mitarbeiter bei der Jesuitenzeitschrift Orientierung in Zürich. Ab 1963 hatte er einen Lehrauftrag für Religionswissenschaften an der theologischen Fakultät in Innsbruck.
Nachdem er 1973 aus dem Jesuitenorden ausgetreten war und geheiratet hatte, verbrachte er als freier Schriftsteller seine von Krankheit gezeichneten letzten Lebensjahre in der Nähe von Zug.

## Theologie
Boros entwickelt im Rahmen der christlichen Eschatologie die sogenannte „Endentscheidungs-Hypothese“, nach der im Augenblick des Todes des Einzelnen alle Einzelakte in eine letztlich gültige Entscheidung für oder gegen Gott zusammengefasst werden. Er schrieb dazu: „Im Tod eröffnet sich die Möglichkeit zum ersten vollpersonalen Akt des Menschen; somit ist er der seinsmäßig bevorzugte Ort des Bewußtwerdens, der Freiheit, der Gottbegegnung und der Entscheidung über das ewige Schicksal“.
Darüber hinaus vertritt er eine „Theologie der Hoffnung“, in welcher der vor allem im Christusereignis nahe Gott Ziel und Angelpunkt des betenden Denkens ist.

## Werke
- Das Problem der Zeitlichkeit bei Augustinus. München, Philosophische Fakultät, Dissertation 1954
- Mysterium mortis: Der Mensch in der letzten Entscheidung. Olten; Freiburg i. Br.: Walter 1962 (Neuaufl.: Mainz 1993 ISBN 3-7867-1719-2)
- Der anwesende Gott: Wege zu einer existentiellen Begegnung. Olten; Freiburg i. Br.: Walter 1964 (Taschenbuch als: Der anwesende Gott: Jesus menschlich betrachtet. Freiburg u. a. 1972 ISBN 3-451-01941-8)
- Aus der Hoffnung leben: Zukunftserwartung in christlichem Denken. Olten; Freiburg i. Br.: Walter 1968 (Neuaufl.: Mainz 1992 ISBN 3-7867-1620-X)
- Wir sind Zukunft. Mainz: Matthias-Grünewald 1969
- 1975 "Phasen des Lebens"(Wachstum, Krisen, Entfaltung und Vollendung des Menschen). Walter-Verlag, Olten.
- 1977 "Erlöstes Dasein" (In sechs theologischen Meditationen spricht Boros über Schöpfung, das Leid, den Tod und die Auferstehung, mit einem Wort: über die Liebe Gottes). Topos-Taschenbücher, Band 2, ISBN 3-7867-0385-X.
- 1978 "In der Versuchung" (Einübung in die Meditation), Herder-Taschenbuch, Band 660, ISBN 3-451-07660-8.
- 1979 "Im Menschen Gott begegnen" – Topos-Taschenbücher, Band 78, ISBN 3-7867-0740-5.
- mit Hermann Kiefer:  Vertrauen zum Leben. Grünewald, Mainz 1987, ISBN 3-7867-1284-0.